# Hisham Genena

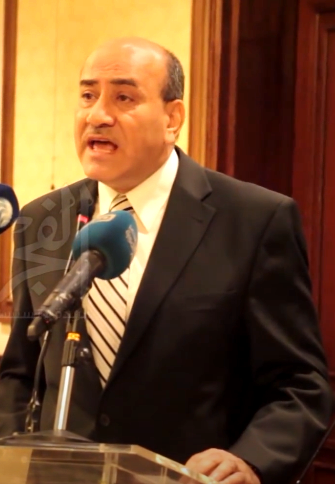
Hisham Genena (2017)

Hisham Genena (arabisch هشام جنينة; auch Geneina transkribiert) ist ein ägyptischer Richter.
Ab 2012 war Genena für die Korruptionsbekämpfung in Ägypten zuständig. Im März 2016 wurde er unter Präsident Abd al-Fattah as-Sisi seines Amtes enthoben und wenige Monate später wegen Verbreitung falscher Nachrichten verurteilt. Er gilt als führender Kopf der Opposition. Am 27. Januar 2018 wurde er bei einem Überfall schwer verletzt. Der Angriff steht mutmaßlich in Zusammenhang mit den bevorstehenden Präsidentschaftswahlen in Ägypten.